# Ponometia conocharodes
Ponometia conocharodes là một loài bướm đêm trong họ Noctuidae.